# Eemlands
Het Eemlands is de verzamelnaam voor de in het Eemland gesproken dialecten. Deze dialecten vormen geen echte eenheid en ze worden vaak verknipt over meerdere dialectgebieden.
Globaal kan men zeggen dat het Eemlands tussen het oostelijke Goois (bijvoorbeeld het Huizens) en het West-Veluws in staat, zoals de geografische ligging al suggereert. Bovendien hebben ze veel gemeen met de dialecten uit de Gelderse Vallei (zie Geldersevalleis). Raakvlakken met het Utrechts zijn er ook, zij het dat deze minder duidelijk en talrijk zijn: de Utrechtse Heuvelrug vormt een wezenlijke grens tussen oostelijke en westelijke dialectverschijnselen.
Eigen aan het Eemlands is onder meer het behoud van de ie en de uu in woorden als ijs en huis. In het Utrechts en het Goois kent men daar dezelfde klanken als in het Standaardnederlands. Een ander oostelijk kenmerk is de realisatie van de Oudgermaanse lange ô als eu, vandaar een woord als greun "groen". Dit verschijnsel komt ook in het oosten van het Gooi nog voor. De uitgang -en wordt uitgesproken zoals hij geschreven staat; men zegt dus niet "lope" (westelijk), niet "loopm" (oostelijk) maar "lopen". Dit komt ook nog voor in een klein gebied om het Eemland heen: in Huizen, op de zuidelijke Veluwezoom (tot en met Putten) en in Barneveld. Anders dan op de Veluwe zegt men in het Eemland hooi, niet heui; met andere woorden: spontane palatalisatie komt in het Eemland niet voor. Net als in veel Veluwse dialecten werd eeuwenlang de sch- als sj- uitgesproken; thans is dit kenmerk beperkt tot Bunschoten(Bunsjoten)-Spakenburg.
De indeling van het Eemlands heeft nogal eens voor problemen gezorgd. Jo Daan deelt ze bij de Utrechts-Alblasserwaardse groep in; vanwege de sterke verwantschap met de West-Veluwse dialecten worden ze echter vaker bij een oostelijke dialectgroep ingedeeld (bijvoorbeeld het Nedersaksisch). Feitelijk vormen de Eemlandse dialecten, met de dialecten van de westelijke Veluwe, het (oosten van het) Gooi, de Gelderse Vallei en Urk, een overgangsgroep van het Nedersaksisch naar het Hollands en andere westelijke (Nederfrankische) dialecten. Binnen het Eemlands is er een duidelijk verschil tussen de oostelijke dialecten (Bunschoten-Spakenbrug, Hoogland, Amstersfoort) en de westelijke (Eemnes, Soest, Baarn), waarbij de laatste al iets meer naar het Utrechts neigen.
De dialecten in Midden-Nederland staan in laag aanzien en ze behoren tot de meest bedreigde van Nederland. Amersfoort, een stad met zeer veel immigratie, kent maar weinig dialectsprekers van het oorspronkelijke Amersfoorts meer en ook in de meeste andere Eemlandse plaatsen is het nog slechts de oudere generatie waar men een substantieel aandeel van dialectsprekers aantreft. Belangrijke uitzondering zijn de gemeenschappen Bunschoten en Spakenburg.